# (33633) Strickland
1999 JL79 (asteroide 33633) é um asteroide da cintura principal. Possui uma excentricidade de 0.16169830 e uma inclinação de 7.37255º.
Este asteroide foi descoberto no dia 13 de maio de 1999 por LINEAR em Socorro.